# Panagino
Panagino (ros. Панагино) – osiedle w Rosji, w obwodzie irkuckim, w rejonie kujtuńskim. W 2010 liczyło 292 mieszkańców.